# Spliced
Mistureba é um desenho animado de humor negro canadense criado por Richard Elliott e Simon Racioppa, da Nelvana em associação com a Teletoon. Foi estreado em 19 de Setembro de 2009 nos EUA e 20 de abril de 2009 na América Latina pelo canal Jetix/Disney XD. O desenho possui apenas uma temporada com 26 episódios. Agora, nos EUA já estrearam todos os episódios do desenho.

## Exibição Internacional

### Emissoras
O desenho Mistureba também é exibido nos outros canais.
- Canadá: Teletoon
- Brasil: Jetix/Disney XD
- Estados Unidos: Qubo
- Suécia: Nickelodeon
- Reino Unido: Nickelodeon (através do Nicktoons)
- Irlanda: Nickelodeon (através do Nicktoons)
- Austrália: ABC3
- México: Jetix/Disney XD
- Dinamarca: Nickelodeon
- França: Nickelodeon
- Países Baixos: Nickelodeon
- Noruega: Nickelodeon

### Transmissão
- Canadá: 1 de abril de 2010 - 19 de outubro de 2010
- Estados Unidos: 19 de setembro de 2009 - 2010
- América Latina: 20 de abril de 2009 - 2011

## Humor
Sua comédia é um pequena moral do humor negro. Ex: um monstro de maionese prende Peri em um pote e depois o Pê-éfe acaba comendo Peri ou quando os personagens caem na lava do vulcão, ou também quando o Tubalinho Serrão comeu o rosto de Ornélia em um episódio, ela desmaiou (sem sangrar). Ou quando Polvogato lança um laser orbital na cabeça do Pê-Efe,deixando ele com um enorme furo no corpo. O humor do desenho pode ser leve com a reação meio pesada, mas sua classificação etária continua sendo "livre para todas as idades".

## História
Os animais mutantes de Mistureba nasceram de uma fusão genética e vivem das sobras de um cientista maluco, numa isolada ilha tropical chamada Ilha Xô Fora Daqui. Eles formam uma sociedade baseada no que sabem sobre a humanidade a partir de TV, do rádio e gibis.

## Personagens
Os personagens da série são completamente criaturas fictícias, como quase sempre são baseadas em fusão de animais reais. Cada episódio é protagonizado por um certo personagem, porém, dois dos protagonistas sempre são Peri e Pê-éfe

### Peri
- Formação: 50% Gato, 30% Polvo,10% Borboleta, 9% Máquina de doces e 1% Campainha.
- Informações: Peri (experiência fracassada número 13) é um mutante que não sabe o que sua razão de ser é. Seu corpo é extremamente elástico, como mostrado em um episódio. Sua casa está em um avião que caiu na ilha. Ele gosta de boliche e um jogo chamado "balde-pau-fruta-ball", que termina sempre com alguém que está sendo ferido.

Peri foi uma das experiências fracassadas do Doutor, mas em um episódio, o Doutor tinha dado alguma coisa para ter asas de borboleta e máquina de doces.

### Pê-éfe
- Formação: 39% Vaca, 30% Galinha, 30% Porco, e 1% Camarão.
- Informações: seu propósito é ser o mais guloso de todos os mutantes da ilha. Com um temperamento sensível, e traquinas por natureza, costuma sempre fazer o oposto do que os outros mandam, ele gosta de comida, especialmente a maionese. Sua obsessão o leva a comer constantemente objetos não comestíveis e junto com seu amigo Peri, eles são os personagens principais do desenho.

Obs: o 1% de camarão representa o rabo do Pê-éfe.

### Sr. Sabe Tudo
- Formação: 60% Golfinho, 40% Chimpanzé.
- Informações: ele é um golfinho com dois braços de macaco e um cérebro desenvolvido, que tenta dominar a ilha junto com sua assistente Polvogata, Apesar de toda a inteligência (120 de Q.I), ele não sabia ler. Seus planos geralmente são impedidas pelas brincadeiras de Peri e Pê-éfe.

### Ornélia
- Formação: 98% Ornitorrinco 2% humana
- Informações: não é uma mutante, e sim uma ornitorrinca que fala. Ela é a mais prestativa da ilha, alguns habitantes da ilha que são muito burros, acham que é uma mistura de pato com castor.

Num episódio ela foi engolida pelo Pe efe
Nome original dela é Patrícia e não sei porque não deixaram o nome dela igual o original.

### Zé Duas-Pernas
- Formação: 40% Rinoceronte, 20% Pássaro, 40% Patas de Elefante.
- Informações: o prefeito dos mutantes, sabe ler muito bem e tem vocação para liderar, apesar do seu jeito agressivo e mandão. Apesar de ser forte, corajoso e destemido, lamenta não ter braços, quando está com raiva de Peri e Pê-éfe, ele os pisoteia.

### Princesa Pônei-Gorilão
- Formação: 30% Pônei, 70% Gorila.
- Informações: ela é muito grande, tem a cabeça de pônei e um corpo de um gorila. Ela é muito doce e muito agressiva ao mesmo tempo. Sua casa na árvore está localizada no interior da floresta.

Quem dubla ela tem voz masculina

### Compucavalo
- Formação: 60% Cavalo, 40% Computador.
- Informações: antigamente era um belo cavalo, Compucavalo nasceu depois que a explosão de uma fábrica de computadores, que se uniu a ele. Não demonstra emoções por ser quase um robô, e computa as coisas em uma grande rapidez. Seu parceiro em alguns episódios é a Calcupônei.

### Polvogato
- Formação: 20% Gato, 80% Polvo.
- Informações: ajudante do Sr. Sabe Tudo, mora com ele e sempre enfrenta suas invenções malucas que sempre acabam num desastre. E ela também foi uma guerreira igual à Fofucho. Embora seja uma mistura de mesmos animais que Peri, ela e ele são bem diferentes.

### Fofucho
- Formação: 70% Hamster, 28% Porquinho-da-índia, 2% Esquilo.
- Informações: mutante de formação pouco conhecida, indestrutível, Fofutcho sonha em ser um grande explorador, porém suas invenções sempre explodem. No passado, Fofucho foi um guerreiro escolhido pelo doutor, foi treinado para a luta contra os robôs de outro cientista de outra ilha que não gostava de mutantes.

### Tubalinho Serrão
- Formação: 80% Coelho, 10% Moto-serra, 10% Tubarão.
- Informações: uma espécie carnívora da ilha, que possui filas de dentes afiados, ativados quando o animal puxa o próprio rabo. Tubalinho Serrão apareceu um episódio, como um animal que Peri capturou e ensinou a ser pacífico, sendo que suas falas eram entendidas através de um tradutor eletrônico. Acabou perdendo o controle no "Dia de se faça delicioso", e voltou para selva.

### Esquileias
- Formação: 10% Esquilo, 90% Baleia.
- Informações: um tipo de baleia doméstica, apesar de serem grandes e esmagadoras as esquileias são mansas, em um episódio Peri acha um apito que controla as esquileias, porém o apito é jogado fora depois que Zé Duas Pernas fica fora do controle. E em outro episódio, o Pê-éfe domesticou uma esquileia e chamou de Ed e depois eles acabaram trocando de lugar com o cérebro.

### Pistache
- Formação: 30% Cachorro, 70% Morcego.
- Informações: apareceu apenas no episódio Compu-Peri. Foi o morchorro de Peri, não enxergava bem e tinha uma língua muito grande. No episódio, ele desapareceu e Peri virou um computador para não se lembrar de se sentir triste pelo Pistache. Ele foi comido pelo Tubalinho Serrão.

### Gordon
- Formação: 90% Carro de Golfe, 10% Robô.
- Informações: Apareceu apenas no episódio "Gordon". Foi encontrado na floresta todo estragado, depois Pê-éfe o consertou e colocou um cérebro de um robô do mal. Ele caiu no vulcão, talvez ainda esteja vivo.

### Miguel
- Formação: 100% Flamingo.
- Informações: Apareceu em alguns episódios, em um, o Peri fica rosa e pergunta ao Miguel se tem algo a ver, e em outro, fornece comida pré-digerida ao Pê-éfe, que estava sem estômago e no outro episódio que estava sendo tocado pelo Pê-éfe.

### Petisco ou Aperitivo
- Formação: 30% Vaca, 30% Galinha, 39% Porco, 1% Camarão.
- Informações: Apareceu apenas no episódio "Irmãos?", ele é o irmão do Pê-éfe, mas possui um sotaque francês e um jeito mais educado e refinado (diferente de seu irmão).

É carnívoro e no episódio "Irmãos?" devora os habitantes da ilha e Pê-éfe salva.

### Bob
- Formação: 100% Tentáculos.
- Informações: Ele aparece em certos episódios e mora no balde perto do templo do tentáculo (caverna).

### Batata Mole
- Formação: 20% Bicho-preguiça, 80% Sofá.
- Informações: Batata Mole aparece no episódio "Raízes", ele ensinou Pê-éfe e ficar preguiçoso. No final Batata Mole é devorado por Tubalinho Serrão.

### Cangarim
- Formação: 75% Canguru, 23% Guaxinim e 2% luvas de boxe.
- Informações: Cangarins aparecem em alguns episódios como "Raízes" aonde aparecem comendo as frutas do Pê-éfe.

### Calcupônei
- Formação 30% Calculadora, 70% Pônei.
- Informações: Calcupônei aparece em um curta depois de um episódio ajudando Compucavalo.

### Hamspeira
- Formação: 50% Hamster, 50% Tropeira.
- Informações: Hamspeiras são os animais de estimação da ilha, eles são um dos principais no episódio "Selva".

### Dug
- Formação: 99%Salamandra, 1% Humano.
- Informação: Dug aparece apenas no episódio Vivendo a Vida Lava. Ele é o "encanador" do vulcão e odeia monstros da neve.

### Eduardo
- Formação: 90% Leão, 10% Galo.
- Informação:Eduardo aparece no episódio "Selva", quando Ornélia sai de férias por uma semana. Ela é musculoso e usa peruca.

## Comidas mutantes

### Suínocaxi
- Formação 10% Porco, 90% Abacaxi.
- Informação: São Frutas da Ilha Xô fora daqui e são usadas para o jogo Balde-Pau-Fruta-Ball. Aparecem em vários episódios como "Apito de Esquileia".

### Noz-marão
- Formação 70% Camarão, 30% Noz.
- Informação: Noz-marão é comida de Esquileia, aparece apenas em "Apito de Esquileia".

## Episódios
| #  | Episódio                                                                                 |
| -- | ---------------------------------------------------------------------------------------- |
| 1  | Bom Dia de Boliche / Amigos Pra Toda Hora!                                               |
| 2  | Princesa Não Brinca / Limpando a Sujeira                                                 |
| 3  | Desinteligentador / Gordon                                                               |
| 4  | Mas Que Fadas / Irmãos                                                                   |
| 5  | Raízes / Zé Dois Braços                                                                  |
| 6  | Esquisitona Honorária / Saindo Pela Culatra                                              |
| 7  | Vai Vencer a Validade / Pisoteando por Aí                                                |
| 8  | Selva / Suco do Pê-éfe                                                                   |
| 9  | Burro é Nunca Ter Que Se Desculpar / Que Vídeo Game?                                     |
| 10 | A Grande Aventura do Fofucho / Polvogataclisma                                           |
| 11 | Promessas e Mais Promessas / Onde Está Minha Força?                                      |
| 12 | Uma Prova de Amizade / Uma Ajuda Doce                                                    |
| 13 | Compu-Peri / Marzipã Meadows                                                             |
| 14 | Os Mutantes que Gritavam Monstro / Rosa                                                  |
| 15 | Vivendo a Vida Lava / Maionese Atraí Problema                                            |
| 16 | Walkie-Talkie Sugador de Espinha / Meu Adorável Coelho Tubarão                           |
| 17 | Respeito ou Medo! / Mesma Diferença                                                      |
| 18 | Siga a seu Sonho / Mestres e seus Subordinados                                           |
| 19 | Os Homens das Neves não tão nem aí pra nada! / Os Clones também não tão nem aí pra nada! |
| 20 | Apito de Esquíleia / Pesadelo na Rua dos Condenados                                      |
| 21 | Ó, da Belezura / Greve dos Órgãos                                                        |
| 22 | Ajuda Demais Atrapalha / Sargento Demais                                                 |
| 23 | Helena / O Conde de Belisca                                                              |
| 24 | Mochilando e Voando / Nas Montanhas das Hamspeiras                                       |
| 25 | Senhor Dobras no Tempo / Cérebro                                                         |
| 26 | Zé e seu Asus / Poosh e a busca pelo Blargy Parble                                       |

## Lugares na Ilha Xô Fora Daqui

### Casa do Peri
É descrita como um avião que caiu na ilha.

### Casa do Pê-éfe
Pelo que aparenta, era um forno no meio da floresta. A geladeira dessa casa parece ter caminho a uma dimensão esquisita transtemporal.

### Cidade
É onde a maioria dos mutantes mora, o Peri e Pê-éfe já a destruiram mais de 50 vezes. Na verdade, foram mais de 53 vezes.

### Território do Tubalinho Serrão
Marcou a primeira aparição do personagem na série, quando Peri e Pê-éfe estavam discutindo para ver quem pegava a bola que caiu acidentalmente no território.

### Casa da Princesa Pônei Gorilão
É uma casa na árvore, toda rosa por dentro. Ela apareceu em alguns episódios como "Mais que Fadas".

### Casa da Ornélia
É descrita como uma casa amarela e apareceu em alguns espisódios como "Selva" e "Marzipã Medows". Geralmente ela é destruída.

### Prefeitura
É o gabinete e a casa de Zé Duas Pernas.

### Vulcão
Ele fornece toda a energia para a ilha. O Sr. Sabe Tudo e a Polvogato vivem na (provavelmente) região Norte do vulcão. Pê-éfe chegou a construir uma torneira gigante dentro dele para queimar a ilha. O vulcão também foi o lugar onde ele destruiu Gordon, em um dia especial a lava vira sorvete.

### Laboratório do Sr. Sabe Tudo
É o lugar de suas invenções para conquistar a ilha, além de sua casa, onde também vive a Polvogato.

### Laboratório do Doutor
É onde o Doutor fazia suas experiências antiéticas, Peri e Pê-éfe sempre acham coisas estranhas e muitas vezes coisas perigosas lá.

### Praia
Tem duas ilhas pequenas, Lá Peri e Pê-éfe costumam frequentar em piqueniques e desfiles, Zé Duas Pernas deu seu primeiro pisão lá, também é território do Tubalinho Serrão, sua posição principal da ilha fica no nordeste.

### Casa do Compucavalo
Tem uma parede feita inteiramente de dados, com uma árvore, onde ele fica o dia inteiro, nunca foi mostrada sua porta.

### Ilha Zumbi
Ilha onde moram os zumbis.

### Pista de Boliche
Descrita como a pista secreta do Doutor, apareceu nos episódios "Bom Dia de Boliche"
e no episódio "Compu-Peri"

### Local de Descanso
Lá o Zé e o Sabe Tudo descansam depois do Peri e do Pê-éfe atasanarem eles. É descrita como um campo numa colina perto do vulcão.

### Ilha dos Robôs
Ilha onde morava o cientista que detestava mutantes e criava robôs para destrui-los.

### Templo Tentáculo
Uma caverna onde o Bob mora.(na verdade Bob mora em um balde do lado do templo)

### Mayo-Domo
É um domo coberto de maionese e uma rede em cima para outros mutantes ficarem. Só apareceu nos episódios Esquisitona Honorária e Sr. Dobras do tempo.

## Invenções do Sr. Sabe Tudo
As invenções do Sr. Sabe Tudo são geralmentes planejadas, guardadas e algumas são destruídas. Mas aqui tem algumas.
Girl-garra: robô gigante ciclope fêmea que teve várias utilidades.
Inteligentador: máquina de objetivo de deixar os mutantes mais espertos, funcionou mas, deixou graves consequências para o Sabe Tudo.
Coleira Hipnótica: coleiras para os mutantes serem escravos do Sabe Tudo, mas foi usada pela Polvogato.
Máquinas do Tempo: várias construídas para viajar no tempo.
O Filme da Maldade: filme para deixar o Peri mal.
Raio Destruidor: ele foi feito para destruir a ilha inteira.
Laser de Cabeça: laser ativado na cabeça do mutante, foi usada pela cabeça do Peri.
Raio de Satélite: raio de precisão na mira ativado pelo satélite.
Torneira de Lava: planejada por ele mas construída por Pê-éfe.
Pisoteador: serviu para pisotear a ilha Xô Fora Daqui e assim fazer com que a cidade toda se aterrorizasse, essa invenção ocorreu no episódio "Onde Está Minha Força?", onde o protagonista era Zé Duas Pernas.
Fraqueza : Não ter sol pra a máquina não funcionar. 
Torradeira: serviu para fazer torrada para o Sr. Sabe Tudo e a PolvoGato e tinha um problema faltava o cérebro de alguém, o Pê-efe ajudou mas o Peri ficou sem cérebro e parecido como zumbi. isso ocorreu no episódio "Promessas e Mais Promessas"'.